# Ophiomyia frosti
Ophiomyia frosti este o specie de muște din genul Ophiomyia, familia Agromyzidae, descrisă de Spencer în anul 1986.
Este endemică în New York. Conform Catalogue of Life specia Ophiomyia frosti nu are subspecii cunoscute.